# Wijken en buurten in Sint Anthonis
De Nederlandse gemeente Sint Anthonis is voor statistische doeleinden onderverdeeld in wijken en buurten. De gemeente is verdeeld in de volgende statistische wijken:
- Wijk 00 Sint Anthonis (CBS-wijkcode:170200)
- Wijk 01 Oploo (CBS-wijkcode:170201)
- Wijk 02 Westerbeek (CBS-wijkcode:170202)
- Wijk 03 Stevensbeek (CBS-wijkcode:170203)
- Wijk 04 Wanroij (CBS-wijkcode:170204)
- Wijk 05 Landhorst (CBS-wijkcode:170205)

Een statistische wijk kan bestaan uit meerdere buurten. Onderstaande tabel geeft de buurtindeling met kentallen volgens het Centraal Bureau voor de Statistiek (2008):
| CBS-buurtcode | Buurtnaam                         | Inwonertal | Opp. totaal (ha) | Opp. land (ha) | Ligging                |
| ------------- | --------------------------------- | ---------- | ---------------- | -------------- | ---------------------- |
| BU17020000    | Sint Anthonis                     | 3490       | 118              | 118            | Locatie in de gemeente |
| BU17020001    | Ledeacker                         | 420        | 21               | 21             | Locatie in de gemeente |
| BU17020008    | Verspreide huizen Ledeacker       | 200        | 336              | 336            | Locatie in de gemeente |
| BU17020009    | Verspreide huizen Sint Anthonis   | 830        | 1880             | 1880           | Locatie in de gemeente |
| BU17020100    | Oploo                             | 950        | 51               | 51             | Locatie in de gemeente |
| BU17020109    | Verspreide huizen Oploo           | 890        | 2093             | 2085           | Locatie in de gemeente |
| BU17020200    | Westerbeek                        | 310        | 26               | 26             | Locatie in de gemeente |
| BU17020209    | Verspreide huizen Westerbeek      | 240        | 795              | 793            | Locatie in de gemeente |
| BU17020300    | Stevensbeek                       | 430        | 52               | 52             | Locatie in de gemeente |
| BU17020309    | Verspreide huizen Stevensbeek     | 230        | 664              | 640            | Locatie in de gemeente |
| BU17020400    | Wanroij                           | 2360       | 248              | 248            | Locatie in de gemeente |
| BU17020409    | Verspreide huizen Wanroij's Broek | 700        | 1815             | 1808           | Locatie in de gemeente |
| BU17020500    | Landhorst                         | 420        | 26               | 26             | Locatie in de gemeente |
| BU17020509    | Verspreide huizen De Peel         | 330        | 1856             | 1849           | Locatie in de gemeente |